# Cova de Savart
La cova de Savart és una cova situada dins del terme municipal de la comuna de Tarascon, a l'Arieja. Conté antigues signatures i grafits del segle xvii.
El lloc també s'utilitza per a la pràctica de l'escalada.

## Espeleometria

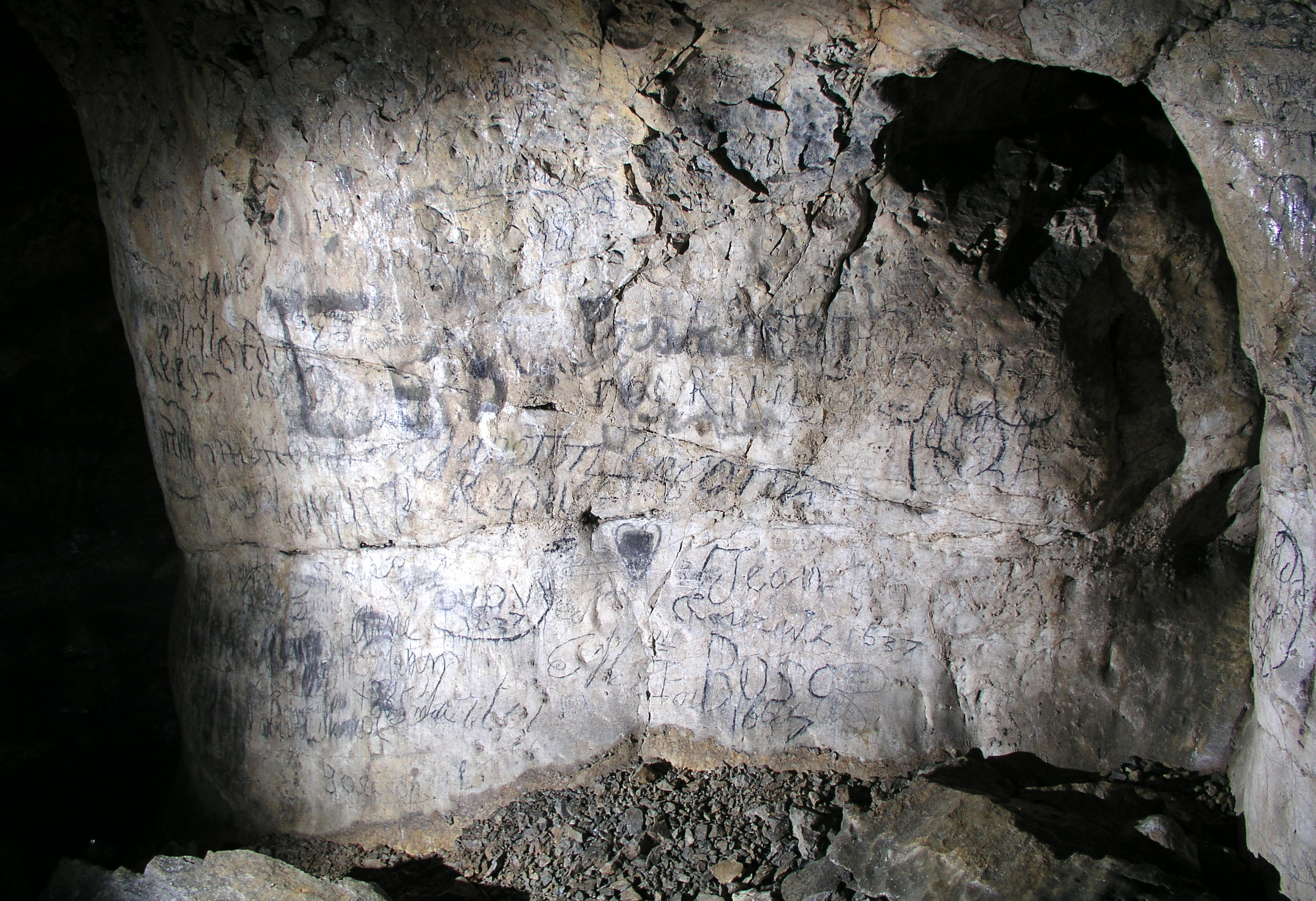
Grafits antics a la cova de Savart.

El desnivell de la cova de Savart és de 136 m (-8; +128) per a un desenvolupament de 2.800 m.

## Geologia
Les coves de Savart, Lombrives i Nhaus constitueixen un sistema càrstic (xarxa subterrània) de més de catorze quilòmetres de longitud. La cavitat s'ha format en calcàries d’edats juràssiques i eocretàcies.
La cova té grans volums subterranis.